# Peña Point
Der Peña Point (englisch; spanisch Punta Peña) ist eine felsige Landspitze, die den südlichen Ausläufer von Tower Island im Palmer-Archipel vor der Westküste der Antarktischen Halbinsel bildet.
Die Benennung geht auf argentinische Wissenschaftler zurück. Der weitere Benennungshintergrund ist nicht überliefert.